# にんじゃえもん
にんじゃえもんは、滋賀県にある甲賀市商工会・甲賀市観光協会のマスコットキャラクター。

## 概要
2008年8月から9月に「甲賀流忍術の発祥地 甲南町」をアピールするために甲南町商工会でオリジナルキャラクターが公募され、2008年10月にキャラクターデザインと名称が決定した。
2010年4月、甲南町商工会が水口町商工会、土山町商工会、甲賀町商工会、信楽町商工会と合併し、甲賀市商工会となり、本キャラクターは甲賀市の観光PRをすることとなった。
地元産の黒米をモチーフとし、米粒型のゆるい体形で黒い装束に身を包み、手裏剣を持つ忍者の姿をしている。
特技はかくれんぼ、にっこりえがお、趣味は創作料理、お菓子作り、温泉巡り、好きな食べ物はパイまんじゅう、ロールかすてら。